# Рэмзи, Крейг
Крейг Э́двард Рэ́мзи (англ. Craig Edward Ramsay; род. 17 марта 1951, Уэстон, Онтарио[…]) — канадский хоккеист и тренер. Играл в НХЛ с 1971 до 1985 года.

## Карьера
В 1971 году клуб НХЛ «Баффало Сейбрз» задрафтовал Рэмзи под общим 19-м номером. В этом клубе и прошла вся его карьера. Рэмзи сыграл за «Сейбрз» 1070 матчей, в которых забил 252 шайбы и отдал 420 голевых передач.
В 1985 году Рэмзи выиграл «Селки Трофи», награду лучшему нападающему оборонительного плана, что является его главным достижением.
После завершения карьеры игрока Рэмзи являлся исполняющим обязанности главного тренера «Баффало Сэйбрз» (1986-87) и помощником генерального менеджера до 1993 года.
Являлся помощником тренера «Оттава Сенаторз» (1996-98), «Флорида Пантерз» (1993-95, 2011-13), «Бостон Брюинз» (2007-10). В 2004 году, будучи помощником главного тренера Джо Тортореллы, выиграл с «Тампой» Кубок Стэнли.
Был назначен исполняющим обязанности главного тренера «Филадельфия Флайерз» из-за временной нетрудоспособности Роджера Нильсона 20 февраля 2000 года. Занимал пост главного тренера «Атланта Трэшерз» в сезоне 2010/2011, последний сезон команды до продажи и переезда в Виннипег.

## Достижения
- Обладатель «Фрэнк Дж. Селки Трофи»: 1985